# Brondong (Brondong)
Brondong is een bestuurslaag in het regentschap Lamongan van de provincie Oost-Java, Indonesië. Brondong telt 13.749 inwoners (volkstelling 2010).